# Anisopappus alternifolius
Anisopappus alternifolius es una especie de planta floral perteneciente al género Anisopappus, categorizada en la tribu Athroismeae, de la subfamilia Asteroideae. Fue descrita por (Less.) Bengtson & Anderb.
Fue publicada en Taxon 70: 361 (2021). Especie nativa de Madagascar que crece en el bioma tropical.